# 四式自走炮
四式十五釐米自走炮 Ho-Ro（日语：四式十五糎自走砲 ホロ）為日本帝國陸軍所開發的自走炮。

## 簡介
日本陸軍在二戰期間面對盟軍的戰車始終存在著反裝甲能力不足的隱憂，不過成型裝藥的出現使舊型火炮仍具備實戰價值，就如同德國將sIG 33榴彈炮搬到一號戰車上成為一號自行重步兵炮一般，舊型大口徑火炮在使用先進彈種後作為支援裝備仍具一席之地。

## 研發
為了活用過時武裝，日本陸軍於昭和19年1944年7月22日向陸軍技術本部第四研究所發文「兵政技機密16號訓令」進行舊型火砲自走化改裝；研究所僅花了一個月時間將三八式15公分榴彈炮改裝到九七式中戰車的底盤上即改裝完成。原本已經於1942年退役的三八式榴彈炮是日本於1905年向德國克虜伯兵工廠的購買授權生產的師級火力支援用榴彈炮，成型裝藥砲彈使舊型三八式榴彈炮能發射重達79磅砲彈至6,000公尺。
四式自走炮為增設驅逐戰車的功能，安裝了原本用在九七式戰車炮上的直射瞄準鏡，瞄準鏡提供最遠3000公尺標線，左右各100密位。三八式榴彈炮的150公釐成型裝藥炮彈能發射重達79磅砲彈至6,000公尺，可擊穿150公釐的均質裝甲，算是日本少數能擊破盟軍重戰車的武器。除了主炮以外，在25公釐厚的防盾上還安裝了一挺可拆卸的九七式車載機槍，日本陸軍隨即給予四式自走炮的名稱開始量產。其缺點是防盾只裝置在前方，無側面防護，不利近身距離作戰。不過由於日軍為防禦者，因此這類問題可用掩體構築來避免影響。

## 戰史
在四式自走炮開發期間，美軍進攻菲律賓的局勢非常明顯，為了強化當地戰力，日軍將原型與先導生產車3輛配合日本陸軍野戰炮兵學校的人員，在1944年12月8日組成「第1自走砲中隊」（中隊長鷲見文男中尉）增援當地，12月22日自日本Hi-85船團的「青葉山丸」運輸艦裝船啟運，1945年1月1日青葉山丸在菲律賓聖費爾南多將戰車轉運登陸時遭遇空襲，青葉山丸被空襲炸沉，第1自走砲中隊因此失去了大部分的後勤物資及1輛自走砲。
殘餘的2輛砲車編入第14方面軍直轄之「第十四方面軍假編自走砲中隊(鷲見隊)」，1月20日開赴守備地點，後與獨立戰車第八中隊擔任克拉克地區機場的守備任務。
1945年1月27日，該部隊首次與美軍M4中戰車交戰；在雙方砲擊劇烈下，實際交戰距離僅有200-300公尺左右。美軍該波攻勢遭擊退，損失不明，鷲見中隊長與5位官兵因此負傷；對編制人數本來就較少的砲兵部隊來說這個打擊可謂不小。1月29日，美軍攻擊獨立第八中隊防區，自走砲中隊授命增援，該次戰鬥距離仍然只有在100-200公尺間，美軍在同日下午遭擊退，日軍號稱擊毀7輛戰車。自走砲在晚上6點後撤的時候，與3輛美軍M4中戰車不期而遇，因為關閉引擎因此未被美軍察覺。最後在車組員抉擇後，2輛自走砲朝美軍開火後趁夜色掩護急速撤離戰場；但仍然使現場指揮官小幡少尉戰死、安藤上士重傷、2位彈藥兵與駕駛兵也受輕傷。在當天的戰鬥結束後，美軍仍然成功佔領克拉克機場，殘存的戰車部隊開始後撤到附近陣地。
1945年2月8日，一輛屬於第二分隊的四式自走砲在撤退時路經山谷，被美軍戰車部隊在山上以白朗寧M2重機槍掃射，車組員4位當場戰死，車輛也被掃成蜂窩引發大火。第三分隊的四式自走砲在3月初與M4中戰車對戰中遭擊毀，殘存車組員轉任步兵並潛入山地進行游擊戰。不過，雖然這2輛都被擊毀，但仍有其中一台後來被美軍回收，實車目前於維吉尼亞州的美國海軍陸戰隊國家博物館保存。

## 生產
實際產量目前仍存在爭議，有12輛與25輛兩種說法。
根據菲律賓戰場的經驗，日本陸軍在本土決戰的構想中打算將生產四式自走炮搭配三式炮戰車成立10個獨立自走炮營，不過三菱重工直到日本投降為止產量始終連實戰編組都無法達成。